# Zodion canescens
Zodion canescens är en tvåvingeart som beskrevs av Michael J. Parsons 1940. Zodion canescens ingår i släktet Zodion och familjen stekelflugor.
Artens utbredningsområde är Kuba. Inga underarter finns listade i Catalogue of Life.